# Koornmarkt (Delft)
De Koornmarkt is een straat en gracht in het centrum van de stad Delft in de Nederlandse provincie Zuid-Holland. De gracht maakt deel uit van de tweede noord-zuidhoofdgracht, de Nieuwe Delft en is ongeveer honderd meter ten oosten van de eerste noord-zuidhoofdgracht, de Oude Delft, gelegen. Beide grachten lopen parallel aan elkaar in noord-zuidelijke richting.
Er zijn tientallen rijksmonumenten gesitueerd aan de Koornmarkt.
Eerste noord-zuid hoofdgracht: Oude Delft en Noordeinde
Tweede noord-zuid hoofdgracht: Nieuwe Delft (Korte/Lange Geer ·
Koornmarkt ·
Wijnhaven ·
Hippolytusbuurt ·
Voorstraat)
Derde noord-zuid hoofdgracht: Verwersdijk ·
Vrouwjuttenland ·
Burgwal ·
Brabantse Turfmarkt ·
Achterom
     Verlegging: Vrouwenregt · Oosteinde
Oost-west grachten:
Voldersgracht ·
Molslaan ·
Gasthuislaan ·
Zuidergracht
Binnenwatersloot ·
Nieuwe en Oude Langendijk ·
Vlamingstraat ·
Rietveld ·
Kantoorgracht
Buiten het centrum:
Buitenwatersloot ·
Westsingelgracht